# Eisenbahnunfall von Sutton
Der Eisenbahnunfall von Sutton war der Auffahrunfall eines Sonderzuges auf zwei andere im Sutton-Tunnel liegen gebliebene Züge am 30. April 1851. Neun Menschen starben.

## Ausgangslage
Die zweigleisige Eisenbahnstrecke zwischen Chester und Warrington (heute Teil der Bahnstrecke Chester–Manchester) war erst am 18. Dezember 1850 von der Birkenhead, Lancashire, and Chesire Junction Railway (BLCJR) eröffnet worden. Hier wurde damals im Zeitabstand gefahren. Das bedeutete, dass nach Abfahrt eines Zuges aus einem Bahnhof auf die Strecke diesem nach einer festgelegten Zeit – auf dieser Strecke war ein Mindestabstand 5 Minuten vorgeschrieben – der nächste folgen durfte. Blieb ein Zug liegen, so musste dem folgenden Zug jemand entgegen geschickt werden, um ihm zu signalisieren, dass die Strecke noch besetzt war. Die Strecke unterfährt Brookvale, einen Ortsteil von Halton, Cheshire, England, mit dem ca. 1800 m langen Sutton-Tunnel.
Die Strecke stellte die kürzeste Verbindung zwischen Chester und Manchester her. Hier herrschte an diesem Tag Hochbetrieb, da der Tradesmen’s Plate, ein Pferderennen, in Chester stattfand. Tausende Menschen waren am Morgen über die Strecke angereist, was der Bahn schon erhebliche Probleme bereitet hatte. Die Bahn war darauf angewiesen, sich Wagen von benachbarten Bahngesellschaften zu leihen, was zum Teil kurzfristig geschah, so dass deren technischer Zustand nicht mehr überprüft wurde. Der Bahnhof Chester wies an normalen Tagen etwa 2.000 Reisende auf, an diesem Tag aber 18.000.
Mit dem Ende des Rennens setzte der Rückreiseverkehr ein und die Züge fuhren in dichter Folge hintereinander. 4.000 Reisende wollten wieder Richtung Manchester fahren. Insgesamt acht Sonderzüge sollten den Verkehr über die Strecke der BLCJR bewältigen. Nachdem ein erster Zug 17:45 Uhr Chester verlassen hatte, folgte diesem um 18:30 Uhr ein zweiter mit etwa 430 Reisenden. Inzwischen befanden sich etwa 5.000 Fahrgäste im Kopfbahnhof Chester. Auf einem Gleis im Bahnhof Chester, das zwischen zwei Bahnsteiggleisen lag und dem Umsetzen von Lokomotiven diente, stand ein weiterer, leerer Zug, der mit „Chester–Manchester“ beschriftet war. Als der ausfahrende Zug den Blick auf diesen Zug frei gab, stürmten ihn die Reisenden, ohne dass er überhaupt an einen Bahnsteig herangefahren werden konnte. Schließlich drängten sich 912 Reisende in 18 Personenwagen – damals relativ kleine, zwei- und dreiachsige Fahrzeuge. Es waren zwei Wagen der 1. Klasse, sechs Wagen der 2. Kl. und 10 offene Wagen der 3. Klasse. In den Wagen 3. Kl. standen im Schnitt 70 Reisende – Sitzplätze hatten diese Fahrzeuge nicht. Gezogen von der Lokomotive „DRUID“ fuhr der überladene Zug um 18:50 direkt auf die Strecke, ohne noch mal an den Bahnsteig rangiert worden zu sein. Wegen einer Steigung bei der Ausfahrt aus dem Bahnhof Chester musste die Lokomotive No. 16 nachschieben. Als der Zug die Steigung überwunden hatte, fuhr sie zurück um einen eigenen, weiteren Zug zu übernehmen.

## Unfallhergang
Die Federung der völlig überladenen Wagen des Zuges der „DRUID“ konnte deren Gewicht nicht mehr halten, so dass die Radreifen in Kontakt mit den Wagenkästen kamen und diese wie Bremsen wirkten, was aber erst nachträglich durch Versuche festgestellt wurde. Darüber hinaus setzte Regen ein. Die relativ leichte Lokomotive „DRUID“ hatte so in den weiteren, folgenden Steigungen der Strecke erhebliche Probleme: Damit ihre Räder nicht durchdrehten, liefen zwei Eisenbahner neben der Lokomotive her und sandeten die Gleise. Der Zug fuhr so nur noch mit weniger als 10 km/h. Auch der Sutton-Tunnel verlief in einer Steigung. Kurz bevor er den Tunnel erreichte, holte ihn der folgende, leichtere Zug ein, der gegen 19:15 Uhr in Chester abgefahren war und zudem von der stärkeren Lokomotive No. 16 gezogen wurde. Der Bremser auf dem vorletzten Wagen des von der „DRUID“ gezogenen Zuges und der Lokomotivführer der No. 16 einigten sich darauf, dass Lokomotive No. 16 auf den Zug der „DRUID“ auffahren und ihn mit schieben solle, was auch geschah, aber dazu führte, dass nun beide Züge im Tunnel zu Stehen kamen.
Hinter dem von Lokomotive No. 16 gezogenen Zug folgte ein weiterer, der Chester um 19:30 Uhr verließ, gezogen von der Lokomotive „ALBERT“ mit etwa 470 Reisenden. Deren Lokomotivführer bemerkte zwar eine Menge Rauch, der aus dem Tunnel quoll, führte den aber auf die große Zahl der Züge zurück, die den Tunnel innerhalb der letzten Stunde befahren hatten. Er fuhr in den Qualm hinein, ohne etwas zu sehen, und kurz nach 20:00 Uhr auf die letzten Wagen des von Lokomotive No. 16 gezogenen Zuges auf.

## Folgen
Bei dem Auffahrunfall starben fünf Reisende sofort, vier weitere erlagen später ihren Verletzungen. Darüber hinaus wurden mehr als 50 Menschen verletzt. Etwa 1.600 Reisende befanden sich in den im Tunnel in den Unfall verwickelten Zügen in absoluter Dunkelheit – denn eine Beleuchtung hatten die Wagen nicht. Die letzten Wagen des Zuges der „DRUID“ wurden zertrümmert, die Lokomotive No. 16 und weitere Wagen entgleisten.
Erst nach dem Auffahrunfall lief ein Eisenbahner mit einer roten Signallampe auf die hinter den Zügen liegende Strecke und stoppte immerhin den nächst folgenden Zug.
Da nun viele Reisende den Zug verließen und versuchten, zu Fuß aus dem Tunnel zu kommen, wurde der vordere Zug um so viel leichter, dass die „DRUID“ ihn nun mit eigener Kraft aus dem Tunnel fahren konnte. No. 16 folgte mit den Wagen ihres Zuges, die nicht zerstört oder entgleist waren.
An beiden Seiten des Tunnels wurden in Folge des Unfalls Bahnhöfe errichtet, um den Verkehr durch den Tunnel besser kontrollieren zu können. Die Bahnhöfe waren in der ursprünglichen Planung bereits vorgesehen, aber aus Kostengründen zunächst nicht errichtet worden. Im Westen war das der Bahnhof Runcorn, der später in Runcorn Road umbenannt wurde und zum Schluss Halton hieß, bevor er 1952 geschlossen wurde. Am Ostende des Tunnels war das Norton, das heute von dem um einige hundert Meter verschobenen Haltepunkt Runcorn East ersetzt wurde.